# 1993 في الجزائر
فيما يلي قوائم الأحداث التي وقعت خلال عام 1993 في الجزائر.

## سياسة

### تعيين في المنصب
- 21 أغسطس – رضا مالك الوزير الأول الجزائري.

### انتهاء فترة المنصب
- 3 فبراير – الأخضر الإبراهيمي وزارة الشؤون الخارجية.

## مواليد

### فبراير
- 14 فبراير – سارة لعلامة ممثلة جزائرية.
- 16 فبراير – أيوب عبد اللاوي لاعب كرة قدم جزائري.

### مارس
- 1 مارس – زين الدين فرحات لاعب كرة قدم جزائري.
- 19 مارس – عبد القادر صالحي لاعب كرة قدم جزائري.

### أبريل
- 30 أبريل – رياض كنيش لاعب كرة قدم جزائري.

### يونيو
- 28 يونيو – محمد بن خماسة لاعب كرة قدم جزائري.

### سبتمبر
- 4 سبتمبر – كهينة عربوش لاعبة كرة طائرة جزائرية.
- 23 سبتمبر – أسامة درفلو لاعب كرة قدم جزائري.

## وفيات

### يناير
- 1 يناير – عاجل عجول (مواليد 1922)

### مارس
- 16 مارس – جيلالي اليابس (مواليد 1948) أكاديمي وعالم اجتماع ووزير

### يونيو
- 2 يونيو – الطاهر جعوط (مواليد 1954) كاتب جزائري.

### ديسمبر
- 2 ديسمبر – علي بنفضاح (مواليد 1935)
- 28 ديسمبر – يوسف سبتي (مواليد 1943)